# 洪甘賈河
洪甘賈河（俄语： 或 Хунганджа）是俄羅斯的河流，屬於奧莫隆河的左支流，由馬加丹州負責管轄，河道全長28公里，發源自科雷馬山脈，河水主要來自雨水和融雪，每年十月至翌年五月結冰。 